# Glyphis
Glyphis – rodzaj drapieżnych, dwuśrodowiskowych ryb chrzęstnoszkieletowych z rodziny żarłaczowatych (Carcharhinidae).

## Rozmieszczenie geograficzne
Do rodzaju należą gatunki występujące w wodach północnego i wschodniego Oceanu Indyjskiego i zachodniego i południowo-zachodniego Oceanu Spokojnego.

## Morfologia
Długość ciała do 204 cm.

## Systematyka
Rodzaj zdefiniował w 1843 roku szwajcarsko-amerykański zoolog i geolog Louis Agassiz w publikacji własnego autorstwa poświęconej badaniom nad kopalnymi rybami. Gatunkiem typowym jest (absolutna tautonimia) G. glyphis.

### Etymologia
Glyphis: epitet gatunkowy Carcharias (Prionodon) glyphis Müller & Henle, 1839; gr. γλυφις gluphis, γλυφιδος gluphidos ‘karb, wcięcie’.

### Podział systematyczny
Do rodzaju należą następujące gatunki:
- Glyphis gangeticus (Müller & Henle, 1839)
- Glyphis garricki Compagno, White & Last, 2008
- Glyphis glyphis (Müller & Henle, 1839)